# Sikträsket (Norsjö socken, Västerbotten)

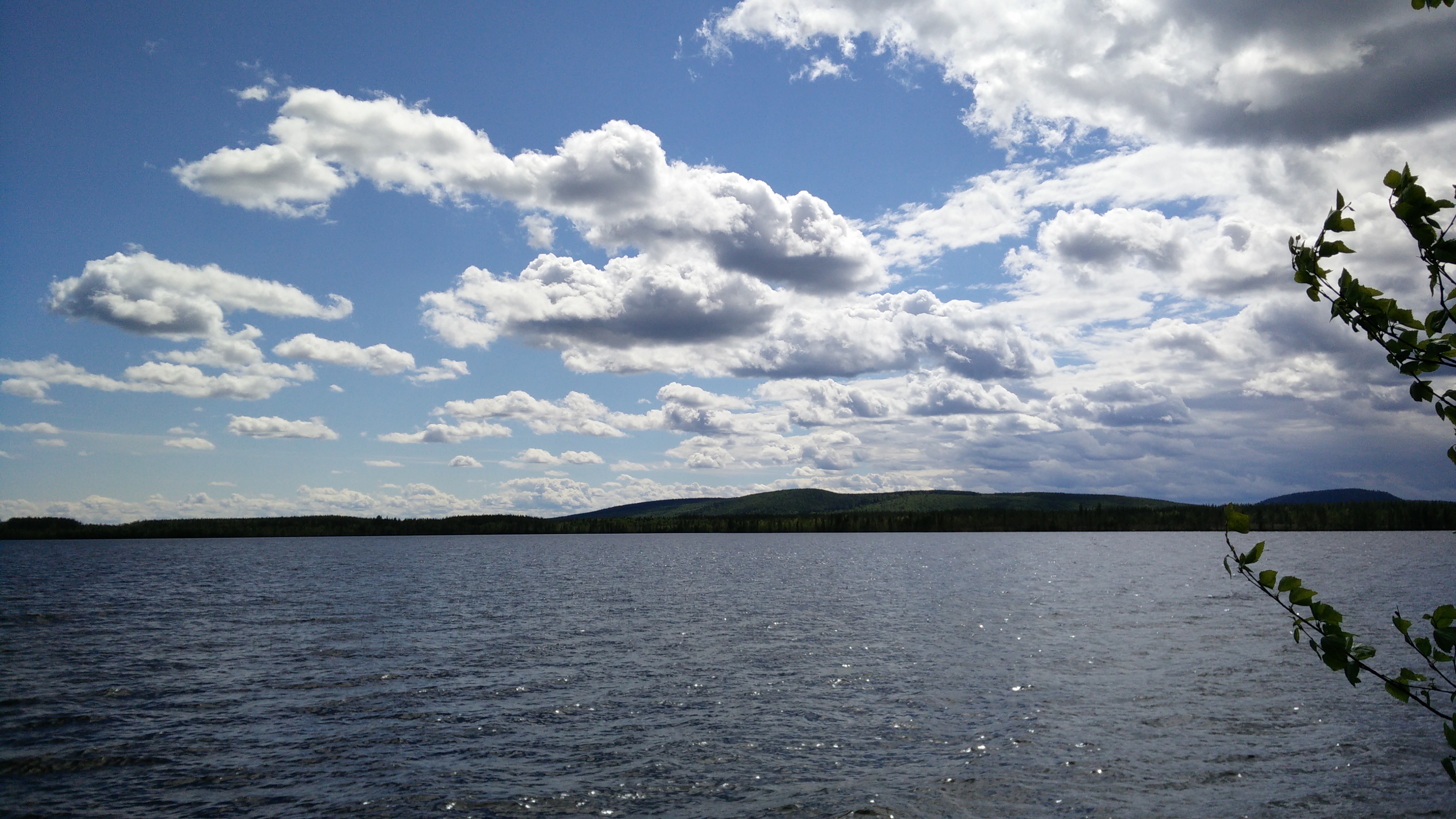

Sikträsket är en sjö i Norsjö kommun i Västerbotten och ingår i Skellefteälvens huvudavrinningsområde. Sjön har en area på 6,07 kvadratkilometer och ligger 265 meter över havet.

## Delavrinningsområde
Sikträsket ingår i det delavrinningsområde (719758-169179) som SMHI kallar för Utloppet av Sikträsket. Medelhöjden är 280 meter över havet och ytan är 17,94 kvadratkilometer. Det finns inga avrinningsområden uppströms utan avrinningsområdet är högsta punkten. Vattendraget som avvattnar avrinningsområdet har biflödesordning 4, vilket innebär att vattnet flödar genom totalt 4 vattendrag innan det når havet efter 98 kilometer. Avrinningsområdet består mestadels av skog (58 procent). Avrinningsområdet har 6,06 kvadratkilometer vattenytor vilket ger det en sjöprocent på 33,8 procent.